# Schip van Kyrenia

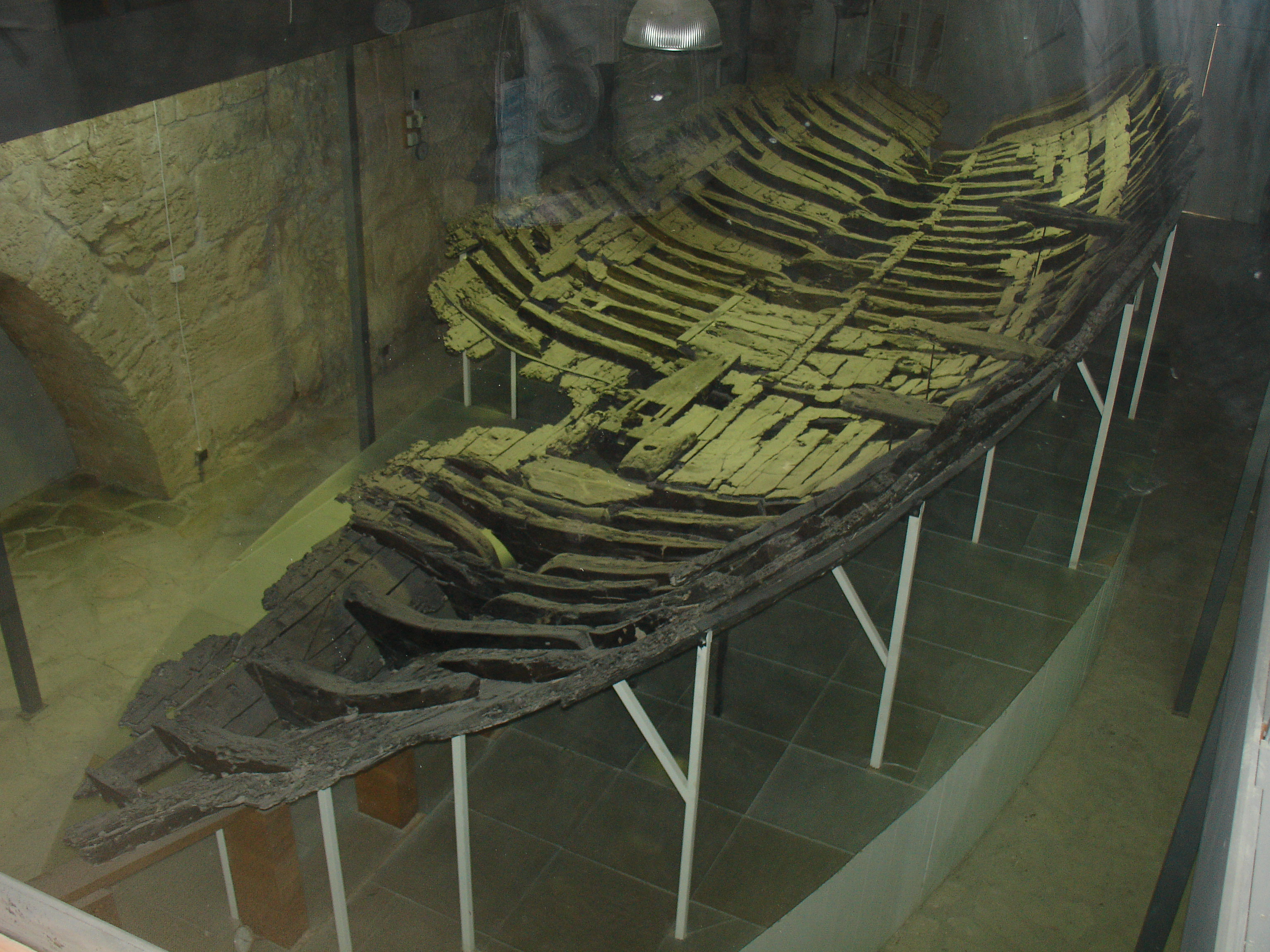

Het schip van Kyrenia is een scheepswrak van een Grieks handelsschip (4de eeuw voor Christus). Het werd in 1967 ontdekt door de Cypriotische sponsduiker Andreas Kariolou en geborgen in de buurt van  Kyrenia op Cyprus tijdens een expeditie onder leiding van Michael Katzev, een afgestudeerd student van het universiteitsmuseum van Pennsylvania, van 1967 to 1969. De conservering van het scheepshout duurde tot de winter van 1970. Katzev was later de medestichter van het Instituut voor nautische archeologie. 
Het schip van Kyrenia is het oudste Griekse schip ooit ontdekt. De vondst werd uitgebreid behandeld in een documentaire van de National Geographic Society. Het is het enige overgeleverde schip uit de Griekse klassieke oudheid. Het schip werd beschouwd als zeer goed bewaard met ongeveer 75% ervan nog in goede staat. Het vond een nieuw tehuis in het museum in het kasteel van Kyrenia.
In 1974 werd Kyrenia, zoals de rest van Noord-Cyprus, bezet door Turkije. Het schip bleef in de stad en wordt er nog steeds bewaard.

## Replica's

### Kyrenia II
In 1985 maakten Griekse professoren een levensgrote replica van het schip, dat bekend zou worden als Kyrenia II. Kyrenia II wordt vaak gebruikt als een drijvende ambassadeur van de Cypriotische cultuur, en heeft verscheidene delen van de wereld bezocht. In 1986 deed het New York aan, in 1988 Japan en in 1989 West-Duitsland. 

### Kyrenia III
Na het bezoek van de Kyrenia II aan Japan in 1988, bouwde de Japanse stad Fukuoka een tweede replica van het schip, dewelke permanent tentoongesteld is in deze stad.

### Kyrenia Liberty
In 2002 begon de constructie van een derde replica van het schip. Dit schip werd de Kyrenia Liberty genoemd. Het werd gebouwd met moderne technieken, maar met respect voor het oorspronkelijke ontwerp. Het schip was klaar voor de Olympische Zomerspelen 2004 en zeilde uit naar Athene met een symbolische lading koper dat zou gebruikt worden om de Olympische bronzen medailles mee te slaan. De vracht was symbolisch, daar de naam van Cyprus wordt geassocieerd met het Griekse woord voor koper.

## Symbolisme van de schepen
Het schip van Kyrenia, Kyrenia II, en Kyrenia Liberty zijn voor vele Cyprioten symbolen van nationale trots geworden, en voor vele Grieks-Cypriotische vluchtelingen uit Kyrenia een symbool van hun verloren thuisstad.
Op het ontwerp van de Cypriotische euromunten van € 0,10, € 0,20 en € 0,50 staat het schip van Kyrenia afgebeeld. Het staat in de eerste plaats symbool voor de zee die het eiland Cyprus omringt, maar daarnaast natuurlijk ook voor de Cypriotische cultuur.